# Вилих
Вилих (њем. Willich) град је у њемачкој савезној држави Северна Рајна-Вестфалија. Једно је од 9 општинских средишта округа Фирзен. Према процјени из 2010. у граду је живјело 51.856 становника. Посједује регионалну шифру (AGS) 5166036, NUTS (DEA1E) и LOCODE (DE WLC) код.

## Географски и демографски подаци
Вилих се налази у савезној држави Северна Рајна-Вестфалија у округу Фирзен. Град се налази на надморској висини од 40 метара. Површина општине износи 67,8 km². У самом граду је, према процјени из 2010. године, живјело 51.856 становника. Просјечна густина становништва износи 765 становника/km².

## Међународна сарадња
| Мјесто   | Држава               | Врста сарадње | Од    |
| -------- | -------------------- | ------------- | ----- |
| Њумаркет | Уједињено Краљевство | пријатељство  | 1963. |
| Жалец    | Словенија            | пријатељство  | 1999. |
| Смилтене | Летонија             | пријатељство  | 2002. |
|          | Француска            | партнерство   | 1966. |
| Извор    |                      |               |       |